# 중화직봉 원년
중화직봉 원년 또는 CPBL 1990년은 3월에 시작하여 10월에 끝난 중화프로야구리그의 1990년 시즌이다. 웨이취엔 드래곤스가 싼샹 타이거스를 타이완 시리즈에서 4승 2패로 누르고 우승하며 끝이 났다.

## 팀
- 싼샹 타이거스
- 슝디 엘리펀츠
- 퉁이 라이온스
- 웨이취엔 드래곤스

## 순위

### 전기 리그
| 순위 | 팀                |
| ---- | ----------------- |
| 1    | 싼샹 타이거스     |
| 2    | 웨이취엔 드래곤스 |
| 3    | 슝디 엘리펀츠     |
| 4    | 퉁이 라이온스     |

- 싼샹 타이거스 - 전반기 우승

### 후기 리그
| 순위 | 팀                |
| ---- | ----------------- |
| 1    | 웨이취엔 드래곤스 |
| 2    | 퉁이 라이온즈     |
| 3    | 싼샹 타이거스     |
| 4    | 슝디 엘리펀츠     |

- 웨이취엔 드래곤스 - 후반기 우승